# Le Livre d'Eli
Pour plus de détails, voir Fiche technique et Distribution.
Le Livre d'Eli ou Le Livre d'Élie au Québec (The Book of Eli) est un film américain réalisé par Albert et Allen Hughes, sorti en 2010.

## Synopsis
Trente ans après une apocalypse nucléaire, Eli se rend à pied vers la côte ouest des anciens États-Unis. En cours de route, il fait preuve de capacités à la survie et  au combat et vainc rapidement un groupe de bandits du désert qui lui tend une embuscade. En quête d'eau, il arrive dans une ville reconstruite et dirigée par Carnegie. Ce dernier rêve de construire davantage de villes et de contrôler la population en utilisant la puissance d'un certain livre qu'il envoie ses hommes de main chercher, mais en vain.
En ville, pendant qu'il fait recharger la batterie de son baladeur, Eli est attaqué mais tue tous ses agresseurs. Réalisant qu'Eli est un homme lettré, comme lui, Carnegie le force à rester.
Après que Claudia, la maîtresse aveugle de Carnegie, eut donné à Eli de la nourriture et de l'eau, le chef de la ville ordonne à la fille de sa maîtresse, Solara, de séduire Eli. Le voyageur la refuse. Tandis qu'elle discute avec lui, la jeune fille tombe par hasard sur le livre qu'il possède. Imperturbable, Eli propose de partager sa nourriture avec elle. Il prononce les grâces avant de se nourrir. Le jour suivant, Solara répète la prière ; mais Carnegie la surprend et se rend compte que les mots de la demoiselle se rapportent au livre qu'il cherchait. Il force bientôt Solara à lui indiquer si Eli lisait un livre, et il se rend compte que l'ouvrage de cet homme est celui qu'il veut : une Bible.
Eli se faufile hors de sa chambre et Carnegie impose à ses hommes de main de tirer sur le voyageur, mais les balles semblent glisser sur lui comme s'il était protégé. Eli riposte en tirant sur la plupart des hommes de Carnegie et touche ce dernier à la jambe d'un tir de fusil de chasse. Solara, ayant quitté la ville, conduit le voyageur à une grotte qui permet l'approvisionnement en eau des lieux, espérant qu'elle puisse l'accompagner dans ses voyages. Il la piège à l'intérieur et continue seul. Solara s'échappe et se retrouve bientôt prise en embuscade par deux bandits qui tentent de la violer, mais Eli réapparaît et les tue, un arc à la main. Alors qu'ils continuent, il explique sa mission à la jeune fille. Selon lui, son livre est la dernière copie restante de la Bible, car toutes les autres copies ont été intentionnellement détruites après la guerre nucléaire il y a trente ans. Le voyageur confie qu'il a été conduit au livre par une voix dans sa tête qui lui a ensuite ordonné de voyager vers l'Ouest jusque vers un lieu où il serait en sécurité. La voix lui a assuré qu'il serait protégé et guidé dans son voyage.
Eli et Solara se retrouvent devant une maison isolée. Ils tombent dans un piège, mais parviennent à apaiser les soupçons des résidents, George et Martha, qui les invitent alors à prendre le thé. Lorsqu'Eli se rend compte que le couple est cannibale, les voyageurs tentent de partir. C'est alors qu'arrivent Carnegie et ses hommes de main. Dans la fusillade qui s'ensuit, George, Martha et de nombreux hommes de Carnegie sont tués. Eli et Solara sont capturés vivants. Carnegie menace de tuer la jeune femme à moins qu'Eli ne lui abandonne la Bible. Avec le livre maintenant en sa possession, le chef tire sur Eli et le laisse pour mort. Sur le chemin du retour, Solara s'échappe. Plutôt que de la pourchasser, Carnegie retourne en ville car son seul véhicule restant est à court de carburant. La fugitive retrouve le voyageur, toujours en vie, et elle conduit jusqu'à ce qu'ils atteignent le Golden Gate Bridge. Ils continuent en barque vers l'île d'Alcatraz où ils trouvent un groupe qui veut préserver et diffuser ce qui peut l'être de la littérature et de la musique d’antan. Eli déclare aux gardes qu'il a une copie de la Bible du roi Jacques. Une fois à l'intérieur, le voyageur, que l'on devine en fait être aveugle, commence à dicter la Bible de mémoire à Lombardi, le chef du groupe.
Pendant ce temps, de retour en ville, l'Ingénieur ouvre la Bible verrouillée où Carnegie découvre, à sa grande consternation, qu'elle est en braille, et ordonne à Claudia de la lui lire. Cette dernière prétend avoir oublié comment lire le braille. Elle annonce à son amant que sa blessure à la jambe s'est infectée et que d'autres hommes ont commencé à piller son bar. Au sanctuaire, Eli succombe après avoir dicté entièrement la Bible. L'imprimerie d'Alcatraz commence à produire des copies du livre, et Lombardi en place une sur une étagère entre la Torah et le Tanakh d'un côté et le Coran de l'autre. Solara, bien qu'ayant le choix de rester dans le sanctuaire, choisit de rentrer chez elle, emmenant avec elle l'épée d'Eli et d'autres possessions dont le baladeur rechargé.

## Fiche technique
Sauf indication contraire, les informations mentionnées dans cette section peuvent être confirmées par la base de données cinématographiques IMDb,  présente dans la section « Liens externes ».
- Titre français : Le Livre d'Eli
- Titre québécois : Le Livre d'Élie[1]
- Titre original : The Book of Eli
- Réalisation : Albert et Allen Hughes
- Scénario : Gary Whitta et Anthony Peckham
- Musique : Atticus Ross, Leopold Ross (en) et Claudia Sarne
- Direction artistique : Christopher Burian-Mohr
- Décors : Gae S. Buckley
- Costumes : Sharen Davis
- Photographie : Don Burgess
- Montage : Cindy Mollo
- Production : Broderick Johnson, Andrew A. Kosove, Joel Silver, David Valdes et Denzel Washington
- Production déléguée : Susan Downey, Erik Olsen et Steve Richards
- Coproduction : Yolanda T. Cochran, John David Washington et Steven P. Wegner
- Sociétés de production : Alcon Entertainment et Silver Pictures
- Sociétés de distribution : Warner Bros (États-Unis), Metropolitan Filmexport (France)
- Budget : 80 millions de dollars[réf. nécessaire]
- Pays de production :  États-Unis
- Langue originale : anglais
- Format : couleur - 2,39:1 - Dolby Digital - 35 mm
- Genre : science-fiction post-apocalyptique ; drame, action, aventure, thriller
- Durée : 118 minutes
- Dates de sortie[2] :
  - États-Unis, Québec[1] : 15 janvier 2010 (avant-première à Hollywood) ; 15 janvier 2010 (sortie nationale)
  - France, Suisse romande : 20 janvier 2010
  - Belgique : 10 février 2010
- Interdit en salles aux moins de 12 ans

## Distribution
- Denzel Washington (VF : Emmanuel Jacomy et VQ : Jean-Luc Montminy) : Eli
- Gary Oldman (VF : Michel Papineschi et VQ : Marc Bellier) : Carnegie
- Mila Kunis (VF : Aurélie Meriel et VQ : Camille Cyr-Desmarais) : Solara
- Ray Stevenson (VF : Pierre-François Pistorio et VQ : Sylvain Hétu) : Redridge
- Michael Gambon (VF : Michel Barbey et VQ : Raymond Bouchard) : George
- Malcolm McDowell (VF : Jean-Pierre Leroux et VQ : Vincent Davy) : Lombardi
- Jennifer Beals (VF : Danièle Douet et VQ : Isabelle Leyrolles) : Claudia
- Tom Waits (VF : Michel Vigné et VQ : Éric Gaudry) : Engineer
- Frances de la Tour (VQ : Chantal Baril) : Martha Sandy la guidoune
- Evan Jones (VF : Vincent Ropion et VQ : Paul Ahmarani) : Martz
- Joe Pingue (VQ : Louis-Philippe Dandenault) : Hoyt
- Chris Browning (en) (VF : Günther Germain et VQ : Marc-André Bélanger) : le chef des terroristes

Source et Légende doublage : VF = version française VQ = version québécoise

## Production
Le tournage commence en janvier 2009 pour finir en mai de la même année, à Albuquerque, Alamogordo, Carrizozo, Cochiti et Santa Fe, ainsi que le désert de Chihuahua dans les monts Sacramento et dans la base militaire Holloman Air Force Base au Nouveau-Mexique.

## Accueil

### Critiques
Rotten Tomatoes, agrégateur de critiques, rapporte que 47 % des 201 critiques ont donné au film une critique mitigé, avec une note moyenne de 5,4⁄10. Le consensus du site est le suivant : "Il est certainement inégal, et de nombreux téléspectateurs découvriront que sa portée dépasse ses possibilités, mais Le Livre d'Eli découvre que les frères Hughes se divertissent avec style et style dans le genre de désert post-apocalyptique que les cinéphiles ont vu plus que suffisant". Sur la base de 33 critiques critiques, Metacritic un autre agrégateur de critiques a attribué au film une note moyenne pondérée de 53⁄100, indiquant "des critiques mitigées ou moyennes.
La rédaction du Figaroscope décrit le film comme étant un « trépidant thriller futuriste, entre Mad Max II et Je suis une légende » et lui donne la note de trois sur cinq étoiles. Elle écrit aussi : « qui impose un Denzel Washington très convaincant en moine guerrier face à l'inquiétant Gary Oldman ».
Charlie Hebdo est plus mitigé, lui attribuant la note de deux sur cinq étoiles. Il écrit à son propos : « La pilule est si grosse, le sérieux du film si papal que l'on se demande si l'on n'assiste pas à un cas d'hypnose collective ou à un hypothétique syndrome Sarah Palin. »

### Box-office
Lors de sa première journée d'exploitation aux États-Unis, le film a récolté 11,7 millions $. Il se classe premier, devant Avatar qui récolte 10,4 millions $. Lors de son premier week-end, le film se classe deuxième, avec 32 789 494 $. Il est derrière Avatar avec 42,8 millions $. Depuis sa date de sortie, le film a cumulé 157 107 755 $ dans le monde, dont 94 835 059 $ aux États-Unis.
| Pays ou région | Box-office      | Date d'arrêt du box-office | Nombre de semaines |
| -------------- | --------------- | -------------------------- | ------------------ |
| États-Unis     | 94 835 059 $    | 13 mai 2010                | 17                 |
| France         | 520 359 entrées | -                          | 17                 |
| Total mondial  | 157 107 755 $   | -                          | -                  |

## Autour du film
- Plusieurs éléments du film montrent beaucoup de similitude avec le roman Jon Shannow de David Gemmell. La fin du film rappelle la dernière séquence de lecture mémorielle du film Farenheit 451 de Truffaut.
- Quand Solara va chercher de l'eau à la fontaine on entend pour la première fois, légèrement, la musique du film Il était une fois en Amérique réalisé par Sergio Leone. En surcouche sonore, on entend également le grincement de la fontaine, qui rappelle le grincement du début du film Il était une fois dans l'Ouest sur le quai.
- Après que Carnegie a laissé Eli pour mort devant la maison du vieux couple, Redridge est assis sur le siège passager du camion où Solara est faite prisonnière, et siffle la musique du film Il était une fois en Amérique réalisé par Sergio Leone et sorti en 1984.
- Dans la chambre où Eli passe une nuit, on peut distinguer une affiche du film Apocalypse 2024 (A Boy and His Dog), référence des films post-apocalyptiques.
- La guerre nucléaire provoquée 30 ans avant les événements du film semble avoir une cause religieuse car Eli dit à propos de sa bible « [...] y a même des gens qui disent que ce livre a provoqué la guerre, toujours est-il que c'est le dernier qu'il reste ».
- Le film contient un faux plan-séquence, lors de l'attaque de la maison, durant près de 3 minutes.
- Les véhicules de Carnegie sont de la marque GMC.